# Kurtley Beale
Pour les articles homonymes, voir Beale.

a Compétitions nationales et continentales officielles uniquement.

b Matchs officiels uniquement.
Dernière mise à jour le 22 septembre 2024.
Kurtley James Beale, né le 6 janvier 1989 à Blacktown (État de Nouvelle-Galles du Sud, Australie), est un joueur de rugby à XV international australien évoluant aux postes de demi d'ouverture, arrière, centre ou ailier (1,84 m pour 90 kg). Il joue en Top 14, avec le Racing 92, depuis 2020. Avec les Wallabies, il remporte le Rugby Championship 2015 puis s'incline en finale de la coupe du monde 2015.

## Carrière
Il fait ses débuts avec les Waratahs dans le Super 14 lors de la saison 2007. Cette même année, il dispute l'unique édition du Australian Rugby Championship, avec les Western Sydney Rams. Il joue avec Randwick dans le Shute Shield. Il atteint la finale du Super 14 en 2008 mais son équipe s'incline contre les Crusaders. En janvier 2013, il ne cache pas son désir de rejoindre le rugby à XIII, qu'il a pratiqué en junior, après la Coupe du monde 2015.

## Palmarès
- Finaliste du Super 14 en 2008
- Vainqueur du Super 15 en 2014
- Finaliste de la Coupe d'Europe en 2020 avec le Racing 92

## Statistiques en équipe nationale
Au 10 août 2019, Kurtley Beale compte 85 sélections avec les Wallabies, dont 59 en tant que titulaire, depuis le 28 novembre 2009 à Cardiff face au pays de Galles. Il inscrit 161 points, 20 essais, 19 pénalités et 2 transformations.
Il compte 29 sélections en Tri-nations, ou en Rugby Championship, compétition qui lui succède, participant à sept éditions, en 2010, 2011,  2012, 2014, 2015, 2017, 2018 et 2019. Il inscrit 74 points, 7 essais, 10 pénalités et 2 transformations. 
Il compte également deux participations à la coupe du monde. En 2011, il dispute cinq rencontres, face à l'Italie, l'Irlande, les États-Unis, l'Afrique du Sud et le pays de Galles, et inscrit un essai. En 2015, il joue contre les Fidji, l'Uruguay, l'Angleterre, pays de Galles, Écosse, l'Argentine et la Nouvelle-Zélande.